# Magnetocardiografie
Magnetocardiografia (MCG) este o tehnică neinvazivă de detectare și măsurare la suprafața corpului a câmpului magnetic generat de activitatea electrică a inimii folosind dispozitive foarte sensibile precum dispozitivele supraconductoare cu interferență cuantică (SQUID). Înregistrarea grafică a variațiilor câmpului magnetic cardiac se numește magnetocardiogramă. Valoarea maximă a câmpului magnetic cardiac este de aproximativ 10-10 T (tesla) pentru adult și de aproximativ 0.5·10-12 T pentru făt, valori mult mai mici decât valoarea câmpului magnetic terestru (5·10-5T). Deoarece câmpurile magnetice produse de activitatea electrică a organismelor vii sunt extrem de slabe, detectarea lor se face în condiții speciale. Acestea implică reducerea, în mediul de lucru, a  tuturor câmpurilor care pot interfera cu câmpul de măsurat, precum și utilizarea unui echipament de investigare de înaltă rezoluție. Câmpurile magnetice perturbatoare includ: câmpul geomagnetic natural și câmpurile magnetice produse de activitățile umane, în special cele din domeniul frecvențelor medii și joase. Crearea unui mediu cu activitate magnetică apropiată de zero se poate realiza prin diferite mijloace: ecranare, compensare, sau sisteme mixte formate din camere ecranate, cu pereți din straturi de permalloy, mumetal sau aluminiu, împreună cu sisteme de bobine pentru compensarea și controlul câmpului magnetic extern. Ecranarea feromagnetică și compensarea activă sunt metode standard utilizate la frecvențe joase. La frecvențe ridicate se folosește metoda de ecranare (absorbție cu curenți turbionari) prin  utilizarea unor materiale cu conductivitate electrică ridicată. Pentru camere ecranate din materiale feromagnetice, ecranarea se realizează prin faptul că fluxul magnetic preferă calea cu valoarea cea mai ridicata a permeabilității magnetice. În cazul camerelor ecranate realizate din materiale neferomagnetice (Cu, Al), ecranarea este bazată pe legea lui Lenz. Câmpul electromagnetic variabil în timp induce în materialul conductor curenți turbionari care, la rândul lor, generează un câmp opus celui exterior. Simultan se produce și absorbție de energie prin curenți turbionari.
În sistemele mixte, frecvent utilizate, alcătuite din cameră ecranată și sistem de compensare activă cu bobine ortogonale, controlul câmpului este efectuat cu magnetometre vectoriale. Ansamblul format din sistemul de bobine, magnetometru și un circuit electronic de putere ce lucrează într-o bucla de reacție negativă realizează compensarea câmpului extern până la valori ce permit buna funcționare a unui bio-magnetometru SQUID. 

## Istorie

Prima magnetocardiogramă obținută în România. Semnalul transmis de un senzor SQUID într-o cameră ecranată cu compensare activă este filtrat electronic și prelucrat digital.

Primele înregistrări ale câmpului magnetic al inimii, utilizând un magnetometru SQUID și o camera ecranată magnetic au fost efectuate în 1969 de Cohen, Edelsack și Zimmerman. Semnalul magnetocardiografic înregistrat a depășit așteptările fiind cu câteva ordine de mărime mai bun decât cel înregistrat cu bobine. Primele biomagnetometre SQUID aveau 1 – 7 canale și o rezoluție spațială în domeniul 3 mm – 5 cm, necesitând un timp mai îndelungat pentru obținerea unei hărți de distribuție a câmpului magnetic. Utilizarea sistemelor SQUID multi-canal, numărul canalelor depășind în prezent câteva sute, a dus la îmbunătățirea condițiilor de examinare și obținerea de date mai credibile. 
S-au realizat și sisteme care utilizează gradiometre supraconductoare de ordinul unu sau doi care au permis efectuarea măsurătorilor biomagnetice și în încăperi ne-ecranate magnetic. Zimmerman a realizat primul gradiometru SQUID pentru măsurători de MCG în încăperi neecranate, ulterior fiind experimentate și de alte grupuri de cercetare din Germania, Japonia, China. Există, de asemenea și sisteme care funcționează în mediu neecranat.
În România, prima magnetocardiogramă a fost obținută în Laboratorul de Bioelectromagnetism din cadrul Facultății de Bioinginerie Medicală Iași la 19 iunie 2011, sub conducerea Prof. Dr. Octavian Baltag, folosind o instalație pentru biomagnetometrie, unica din Balcani, ce constă dintr-un senzor SQUID montat într-o cameră ecranată (3x2x2)m realizată din material neferomagnetic (coli de aluminiu cu grosimea de 12 mm), amplasată in centrul unui sistem triaxial de bobine Helmholtz.